# Die grünen Hügel von Wales
Die grünen Hügel von Wales ist ein deutscher Fernsehfilm von Andi Niessner aus dem Jahr 2010. Es ist eine Literaturverfilmung des Romanes Unter den Hügeln von Wales von Diana Stainforth. Der Film wurde am 26. November 2010 in der ARD zum ersten Mal ausgestrahlt.

## Handlung
Nach dem Unfalltod ihres Mannes kehrt die Möbelrestauratorin Alex Stapleton mit ihrem 13-jährigen Sohn David von Südafrika nach Wales zurück, wo sie aufgewachsen ist und wo ihre Tante Margret noch wohnt. Da Alex kein Geld mehr hat, will sie das geerbte Anwesen ihrer Großeltern verkaufen und vom Erlös ein kleines Geschäft für antike Möbel in London übernehmen. Der Verkauf erweist sich allerdings als schwierig, weil das Haus abgelegen, baufällig und unmodern ist, obwohl Alex es in der kurzen Zeit mit viel Mühe gut hergerichtet hat.
Zwei Männer werden sofort auf Alex aufmerksam und machen ihr den Hof: einerseits Michael Lloyd Glynn, Inhaber eines Dachdeckerbetriebes und Bürgermeister des Ortes, der für das walisische Parlament kandidiert und dessen Herzensprojekt ein neu einzurichtender Naturpark ist, der direkt an Alex’ Grundstück angrenzen würde; andererseits Alex’ Jugendfreund James Belbroughton, jetzt ein reicher Gutsbesitzer, mit dessen Sohn Henry sich David auch sofort anfreundet. Michael läuft ihr wiederholt in schwierigen Situationen zufällig über den Weg und hat sich schon bald in sie verliebt. Doch als Alex bei einem Fest auf James’ Anwesen erfährt, dass Michael mit der Fernsehmoderatorin Sarah Gladestry verlobt ist, fühlt sie sich von ihm ausgenutzt und zeigt ihm die kalte Schulter.
Da taucht der zwielichtige Sam Morgan auf, der Goldvorkommen unter Alex’ Grundstück vermutet. Auch Alex’ Großvater hatte bereits einen Stollen angelegt, doch nichts gefunden. Sam hat insgeheim Bodenproben von dort untersuchen lassen und ist sich sicher, dass genug Gold zu finden ist, um ausgesorgt zu haben, und drängt Alex zur Zusammenarbeit, zumal er auch persönlich an ihr interessiert zu sein scheint. In dieses Gespräch platzt Michael hinein, der eigentlich Alex sagen wollte, dass seine Verlobung mit Sarah einvernehmlich aufgelöst wurde. Er ist entsetzt über die Goldabbaupläne, die die gesamte Landschaft verwüsten würden, und gerät mit Sam hart aneinander, dessen jähzorniger Charakter nun wieder Alex abstößt, so dass sie beide hinauswirft.
Alex bekommt vom Inhaber des Ladens in London, den sie kaufen wollte, das Angebot, als Angestellte dort zu arbeiten. Gleichzeitig versucht Sam sie nochmals von der Goldmine zu überzeugen und wird dabei gewalttätig, da er seine letzte Chance dahinschwinden sieht. Michael kommt hinzu, von David gewarnt, den Alex gerade noch anrufen konnte, jagt Sam davon und eröffnet Alex, dass er in sie verliebt und wieder frei ist. Er würde gern mit ihr das alte Haus wieder herrichten. Mit ihrem leidenschaftlichen Kuss endet der Film.

## Kritik
Rainer Tittelbach von tittelbach.tv urteilte: „Eine Frau findet unverhofft ihr Glück, findet Heim und Heimat und einen Mann, der genau sie gesucht hat. Bis zum Happy End verfolgt man ein 90-minütiges dramaturgisches Ärgernis. Außer zwei attraktiven Schauspielern ist hier nichts zu sehen. Allenfalls verrät der Film zwischen den Zeilen noch etwas über den unschätzbaren Wert des Lächelns beim Paarungsverhalten. Schlimmer als der triviale Plot ist die fehlende Erzählökonomie.“
Die Kritiker der Fernsehzeitschrift TV Today vergaben nur eine mittlere Wertung und meinten, der Film: „Floskelaustausch vor pittoresker Kulisse.“.